# Till the End of Time (película)
Till the End of Time es una película de 1946 dirigida por Edward Dmytryk, y protagonizada por Dorothy McGuire, Guy Madison, Robert Mitchum, y Bill Williams.

## Elenco
- Dorothy McGuire como Pat Ruscomb.
- Guy Madison como Cliff Harper.
- Robert Mitchum como William Tabeshaw.
- Bill Williams como Perry Kincheloe.
- Tom Tully como C.W. Harper
- William Gargan como Sargento "Gunny" Watrous.
- Jean Porter como Helen Ingersoll.
- Johnny Sands como Tommy.
- Loren Tindell como Pinky.
- Ruth Nelson como Amy Harper.
- Selena Royle como Mrs. Kincheloe